# 幞頭

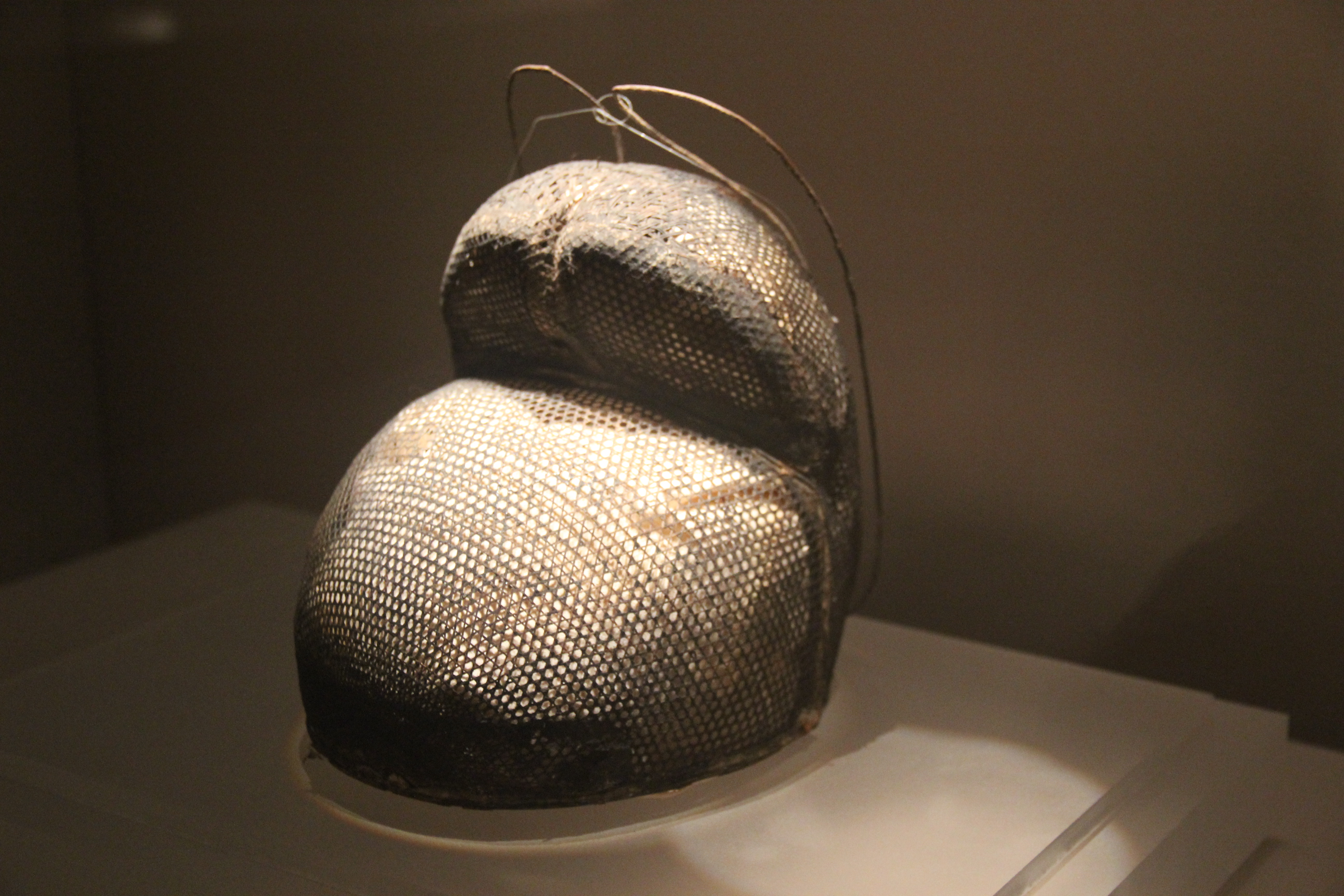
出土的明代幞头（翼善冠）

幞頭，亦称襆頭，是一种古代头饰。起源于南北朝时期，发展自汉代的一种头巾“幅巾” 。其形态最初类似于头巾，后来于唐代发展出置于幞头内部用于支撑头型的内衬，称为“巾子”，此后在中晚唐时期逐渐發展成一種帽子并最终分化出诸如官帽、翼善冠等头饰。幞头一般內襯木骨，以藤草為裏，外罩漆紗。後來去除裡邊的藤草而保留漆紗。幞頭款式在宋代达到了顶峰，其造法亦各有不同。宋代朝野男子均會頭戴幞頭。從《圖書集成》的插畫有幞頭公服、展角幞头、交角幞头、烏紗帽（官帽）等，為襆頭的不同種類展角幞頭的兩角變短便是烏紗帽了。。

## 图集
- 唐高祖軟角幞頭
- 李白軟角幞頭
- 唐朝早期幞头
- 王安石展角幞頭
- 司马光展角幞頭
- 沈括展角幞頭
- 宋徽宗展角幞頭
- 明太祖幞头（翼善冠）
- 張居正烏紗帽